# Girus fusiform

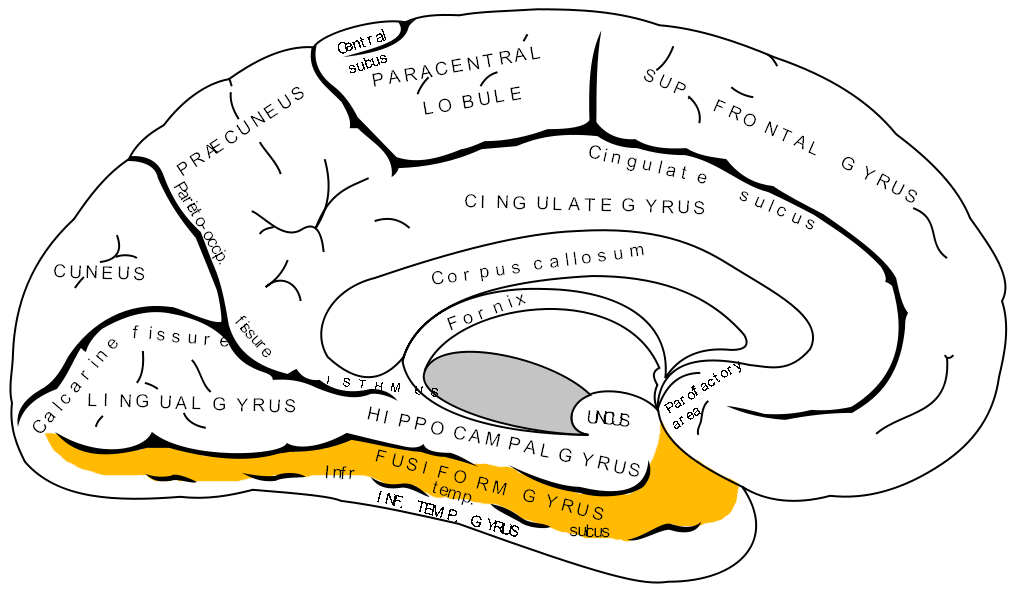
Faţa medială a emisferei cerebrale.

Girusul fusiform (Gyrus fusiformis) este o circumvoluție extrem de lungă care se extinde de-a lungul feței inferioare a lobilor temporal și occipital, delimitată medial prin șanțul colateral de girusul lingual și girusul parahipocampal, iar lateral prin șanțul temporal inferior de girusul temporal inferior. Girusul fusiform este împărțit de un șanț longitudinal - șanțul occipitotemporal (Sulcus occipitotemporalis), în două porțiuni, una laterală - girusul occipitotemporal lateral (Gyrus occipitotemporalis lateralis), iar alta medială - girusul occipitotemporal medial (Gyrus occipitotemporalis medialis).
Girusul occipitotemporal lateral este porțiunea laterală a girusului fusiform pe suprafața inferioară a emisferei cerebrale, separată medial de girusul occipitotemporal medial prin șanțul occipitotemporal, iar lateral de girusul temporal inferior prin șanțul temporal inferior.
Girusul occipitotemporal medial este porțiunea medială a girusului fusiform pe suprafața inferioară a emisferei cerebrale, separată lateral de girusul occipitotemporal lateral prin șanțul occipitotemporal, iar medial de girusul parahipocampal și girusul lingual prin șanțul collateral.
De menționat că termenul de Gyrus fusiformis nu este menționat în Nomenclatura anatomică (Terminologia Anatomica 1998) fiind înlocuit  cu Gyrus occipitotemporalis lateralis și Gyrus occipitotemporalis medialis. De reținut că există variații substanțiale în definițiile anatomice a girusului fusiform, lingual și a șanțului colateral. De exemplu, în Stedman’s Electronic Medical Dictionary 2004  și alte publicații, girusul lingual este menționat ca girusul occipitotemporal medial (Gyrus occipitotemporalis medialis), girusul fusiform este menționat ca girusul occipitotemporal lateral (Gyrus occipitotemporalis lateralis), iar  șanțul colateral este menționat ca șanțul occipitotemporal (Sulcus occipitotemporalis).